# Zotalemimon ropicoides
Zotalemimon ropicoides är en skalbaggsart som först beskrevs av J. Linsley Gressitt 1939.  Zotalemimon ropicoides ingår i släktet Zotalemimon och familjen långhorningar. Inga underarter finns listade i Catalogue of Life.